# 格武霍瓦濟

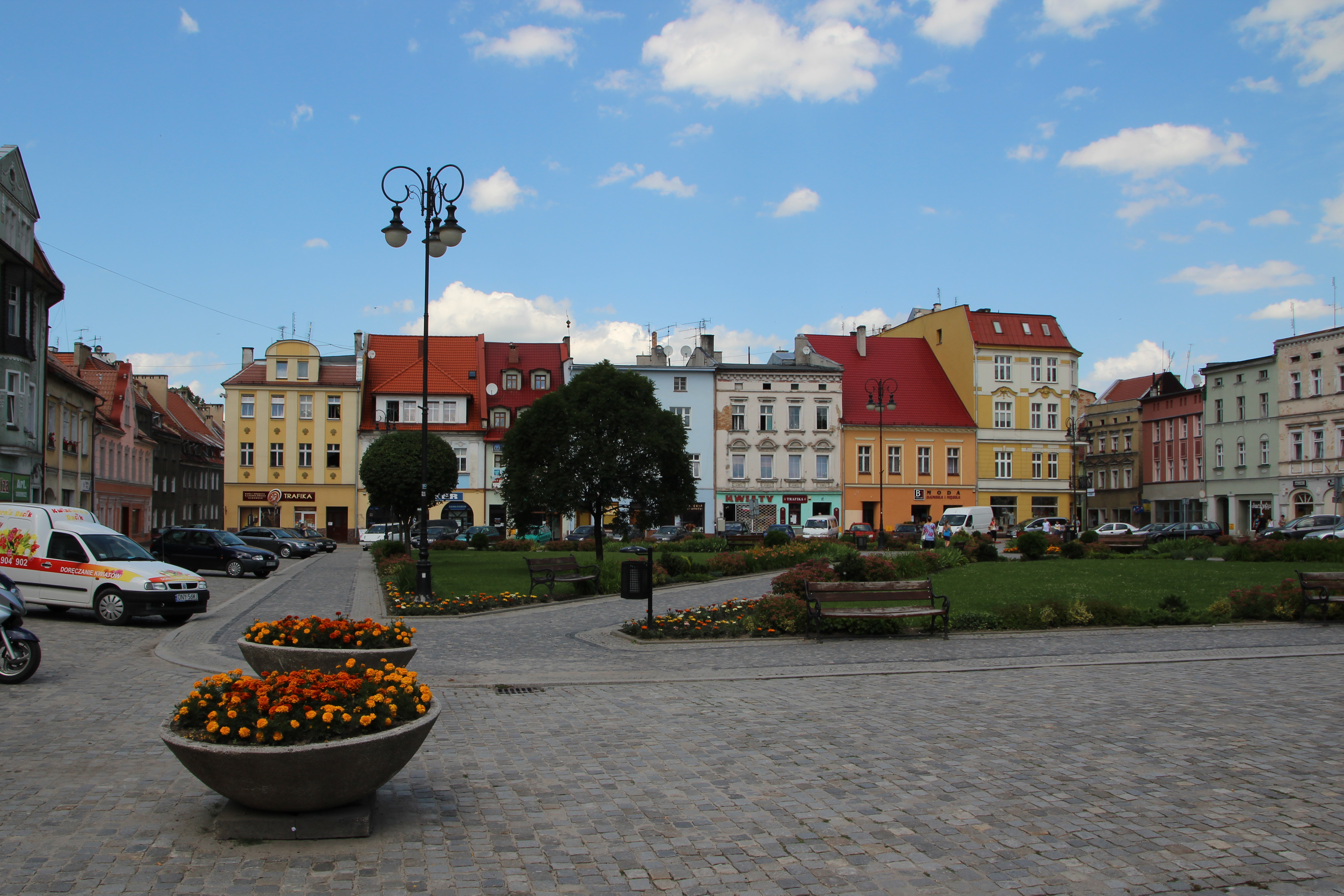

格武霍瓦濟是波蘭的城鎮，位於該國西南部，毗鄰與捷克接壤的邊境，由奧波萊省負責管轄，面積6.83平方公里，該鎮在胡斯戰爭期間被徹底破壞，2007年人口14,879。

## 外部連結
- Official town webpage （页面存档备份，存于） （波兰語）
- Głuchołazy Unofficial Website （波兰語）
- Głuchołazy Panorama （波兰語）
- Głuchołazy in Photography （波兰語）
- Jewish Community in Głuchołazy （页面存档备份，存于） on Virtual Shtetl

50°19′N 17°22′E / 50.317°N 17.367°E